# 해리슨의 꽃
해리슨의 꽃(영어: Harrison's Flowers, 프랑스어: Les Fleurs d'Harrison)은 프랑스에서 제작된 엘리 슈라키 감독의 2000년 드라마 영화이다. 앤디 맥다월 등이 주연으로 출연하였고 엘리 슈라키 등이 제작에 참여하였다.

## 출연

### 주연
- 앤디 맥다월
- 엘리어스 커테이어스

### 조연
- 브렌던 글리슨
- 에이드리언 브로디
- 데이비드 스트러세언
- 앨런 암스트롱
- 캐럴라인 구돌
- 다이앤 베이커
- 마리 트랭티냥
- 제라드 버틀러
- 퀸 셰퍼드

## 제작진
- 붐오퍼레이터: 마틴 부이스
- 미술: 지안티토 버치엘라로
- 의상: 미미 렘피카
- 배역: 아만다 맥키 존슨
- 배역: 캐시 샌드리치